# Clennell Hall
Clennell Hall est un manoir historique, maintenant exploité comme un hôtel de campagne, situé à Clennell, près d'Alwinton, dans le Northumberland, en Angleterre. Il s'agit d'un bâtiment classé Grade II.

## Histoire
La famille Clennell occupe le manoir de Clennell depuis le XIIIe siècle.
Dans une enquête de 1541, la maison-tour de Clennell est décrite comme «une petite tour de Percival Clennell», puis nouvellement réparée avec un barmkin en construction. En 1715, c'est le siège de Luke Clennell, (High Sheriff of Northumberland en 1727) et comprend une vieille tour à l'est, une double aile à l'ouest et une petite cour au sud avec une « belle passerelle ».
En 1749, Philadelphia Clennell, l'héritière du domaine épouse William Wilkinson, (High Sheriff en 1758). En 1895, leur arrière-petit-fils Anthony Wilkinson agrandit considérablement la propriété en y ajoutant un grand manoir de style Tudor. Le bâtiment actuel intègre une tour pele de 1589, très remaniée.